# Asray
Asray är ett periodiskt vattendrag i Eritrea.   Det ligger i regionen Norra rödahavsregionen, i den norra delen av landet, 270 km norr om huvudstaden Asmara.